# Montecristo
Montecristo, zwana też Monte Christo – niewielka, niezamieszkana wyspa na Morzu Tyrreńskim, należąca do Włoch. Położona mniej więcej w połowie drogi między Korsyką a wybrzeżem Półwyspu Apenińskiego. Wchodzi w skład Archipelagu Toskańskiego.
Najwyższe wzgórze osiąga wysokość 645 m n.p.m., a jego stoki opadają ku morzu. Wymiary wyspy: 2,3 km N-S i ok. 2 km W-E. Obecnie znajduje się tam rezerwat przyrody. Występuje w tytule słynnej powieści Aleksandra Dumasa Hrabia Monte Christo, w której jest jednym z miejsc akcji. Sam Dumas odwiedził wyspę w 1842 roku. Pod koniec XIX wieku właścicielem wyspy został brytyjski kolekcjoner sztuki, lord George Watson-Taylor.
W ostatnich latach niezamieszkaną przez ludzi wyspę opanowały szczury. Władze włoskie, w obawie przed epidemią, zdecydowały o zrzuceniu na wyspę 26 ton trucizny. Podobne operacje przeprowadzone już były na włoskiej wyspie Giannutri, jak i na wybranych terenach Sardynii.

## Literatura
- Maria Renaud: Korsyka. Tygiel tożsamości. Bezdroża, Kraków 2025.